# Штубеє-Тіса
Штубеє-Тіса (рум. Ștubeie Tisa) — село у повіті Димбовіца в Румунії. Входить до складу комуни Валя-Лунге.
Село розташоване на відстані 83 км на північний захід від Бухареста, 16 км на північ від Тирговіште, 65 км на південь від Брашова.

## Населення
За даними перепису населення 2002 року у селі проживали 472 особи, усі — румуни. Усі жителі села рідною мовою назвали румунську.